# 波萊恩 (內布拉斯加州)
波萊恩（英語：Pauline）是位於美國內布拉斯加州亞當斯縣的非建制地區。

## 歷史
波萊恩的郵局於1888年設立，其後於1995年停運。

## 地理
波萊恩所處的海拔為高於海平面539米（即1768英呎），而該地所採用的時區為UTC-6，即北美中部时区（CST）。同時該地設有夏令時間，為UTC-6調快一小時，即UTC-5（CDT）。